# Manoel Queiroz
Manoel Queiroz dos Santos, também conhecido como Manoel Queiroz, (Praia Norte, 30 de abril de 1971) é um político tocantinense e ex-deputado estadual pelo Tocantins da 6.ª e 7.ª legislatura, nasceu no povoado de São Félix, município de Praia Norte. Quando criança, mudou-se com a família para Augustinópolis, onde começou os estudos, cursando, inclusive, o segundo grau. elegeu-se deputado estadual nas eleições de 2006  e eleições de 2010. 